# 사우스 퍼시픽 챔피언십
사우스 퍼시픽 챔피언십(South Pacific Championship)은 1986년부터 1992년까지 있었던 호주, 뉴질랜드, 피지의 프로 럭비 유니온 리그이다.

## 우승팀
- 1986 오클랜드 블루스
- 1987 오클랜드 블루스 & 캔터베리 크루세이더스
- 1988 오클랜드 블루스
- 1989 오클랜드 블루스
- 1990 오클랜드 블루스
- 1991 대회 취소
- 1992 퀸즐랜드 레즈

## 같이 보기
- 슈퍼 럭비